# آغاج‌قلعه
آغاج‌قلعه (به لاتین: Ağacqala) یک منطقه مسکونی در جمهوری آذربایجان است که در شهرستان تووز واقع شده است. آغاج‌قلعه ۳۳۴ نفر جمعیت دارد.